# Cuestión de sexo
Cuestión de sexo es una serie de televisión producida por Notro Films y emitida por la cadena española Cuatro durante tres temporadas, del 25 de septiembre de 2007 al 23 de abril de 2009.

## Producción
En cuanto a la producción ejecutiva corre a cargo de César Rodríguez, quien ya había trabajado con este cargo en las series Más que amigos, Policías, en el corazón de la calle, Motivos personales y Compañeros.

### Guion
Los creadores venían de trabajar en Aquí no hay quien viva, La familia Mata y Tirando a dar, una serie que retrata a los treintañeros españoles, con un enfoque nuevo es lo que le atrajo a Cuatro, por atrevido y porque ponía a la mujer como una persona activa en la cama, que no se usa tan a menudo en otras series españolas, donde suelen tener un rol más pasivo. David Fernández, uno de los creadores ha confesado la dificultad de llevar una serie a Cuatro, al ser un canal visto por un público de entre 20 y 40 años, y que sabían que el proyecto no gustaría a mucha gente.

### Casting
Guillermo Toledo no tuvo que hacer un casting, ya que le entregaron directamente el guion para que lo leyese, él aceptó pero comprometiéndose a solo una temporada, a pesar de ello decidió participar en todas las de la serie. Ana Fernández no había trabajado aún en televisión y se presentó al casting y fue elegida entre 100 aspirantes.

### Rodaje
uno de los puntos a destacar es la fuerte apuesta por exteriores, que tendrán una importante presencia en cada capítulo, se han construido 900 metros de decorados en un plató de 1.500 metros, lo que permite un resultado más realista y creíble. Además, se tiene más capacidad para elaborar las apuestas en escena, ya que se grabarán en 7 u 8 jornadas cada entrega de 50 minutos. La primera temporada comenzó a rodarse el 15 de agosto de 2007, la segunda el 13 de febrero de 2008 , la tercera el 26 de noviembre de 2008.

## Argumento
Cuestión de sexo plantea, en clave de comedia, las relaciones de pareja a principios del siglo XXI, a partir de las historias de tres parejas de amigos: Diego y Alba, con varios años casados y padres de Sofía; Elena y Gabi y Verónica y Óscar que en la tercera temporada son sustituidos por Paloma y Mario.

## Personajes

### Protagonistas
- Diego (interpretado por Guillermo Toledo) es un profesor de autoescuela, casado con Alba (Temporadas 1, 2 y 3).
- Alba (interpretada por Pilar Castro) es una secretaria de dirección, casada con Diego (Temporadas 1, 2 y 3).
- Gabi (interpretado por Xulio Abonjo), es el novio de Elena (Temporadas 1, 2 y 3).
- Elena (interpretada por Carmen Ruiz), es la novia de Gabi. Trabaja como dependienta en unos grandes almacenes (Temporadas 1, 2 y 3).
- Sofía (interpretada por Ana Fernández), es la hija adolescente de Diego y Alba (Temporadas 1, 2 y 3).
- Óscar (interpretado por Alfonso Lara), es el marido de Verónica. Jefe de ventas en una empresa de importaciones (Temporadas 1 y 2).
- Verónica (interpretada por Valeria Alonso), está casada con Óscar. Su verdadero nombre es Paula (Temporadas 1 y 2).
- Bernardo (interpretado por Diego Peretti) psiquiatra argentino, es la nueva pareja de Alba (Temporadas 2).
- Alicia (interpretada por Sabrina Garciarena) hija de Bernardo (Temporadas 2).
- Mario (interpretado por Alejandro Tous), es el ginecólogo de Elena (Temporada 3).
- Toni (interpretado por Adrià Collado), es el hermano de Diego (Temporada 3).
- Paloma (interpretada por Mariam Hernández), es la hermana de Elena (Temporada 3).

### Secundarios
- Gonzalo (interpretado por Gorka Otxoa) es el eterno alumno de autoescuela de Diego (Temporadas 1, 2 y 3).
- Marga (interpretada por Laura Pamplona) es la nueva pareja de Diego (Temporada 1).
- Jorge (interpretado por Santi Millán) es el amante de Alba (Temporada 1).
- Carmen (interpretada por Ángela Cremonte) es compañera de Sofía en el instituto (Temporada 1).
- Carmen(interpretada por María Blanco Actriz) es la Dueña del Bar, Y Hermana de Sandra (Temporada 1).
- Yago (interpretado por Asier Etxeandía) exmarido de Verónica (Temporada 2).
- Wasa (interpretado por Chema Rodríguez) amigo de Gabi (Temporadas 1 y 2).
- Charly (interpretado por Javier Pereira) es un amigo-novio de Sofía (Temporadas 1 y 2).
- Berta (interpretada por Andrea Duro) es la hija del nuevo profesor de Sofía (Temporada 1)
- Raúl (interpretado por Xavier Lite) es el nuevo profesor de Sofía (Temporada 1)
- Gloria (interpretada por Ana Rayo) es enfermera en el hospital donde trabaja Mario (Temporada 3).
- Sandra (interpretada por Sandra Collantes) es la hermana de Carmen, la dueña del bar, y la casera de Diego (Temporadas 2 y 3).
- Emilio (interpretado por Alberto Lozano) es un trabajador del viñedo (Temporada 3).
- Daniella (interpretada por Paula Cancio) es la novia de Sofía (Temporadas 3).

## Episodios
La serie consta de 35 capítulos —más tres especiales— emitidos durante tres temporadas.
| Temporada | Temporada | Episodios | Estreno                  | Final                   | Audiencia media | Audiencia media | Audiencia media |
| Temporada | Temporada | Episodios | Estreno                  | Final                   | Espectadores    | Cuota           |                 |
| --------- | --------- | --------- | ------------------------ | ----------------------- | --------------- | --------------- | --------------- |
|           | 1         | 12        | 25 de septiembre de 2007 | 18 de diciembre de 2007 | 1 627 000       | 10,3%           |                 |
|           | 2         | 13        | 3 de abril de 2008       | 20 de julio de 2008     | 1 155 000       | 7,5%            |                 |
|           | 3         | 10        | 18 de febrero de 2009    | 23 de abril de 2009     | 1 161 000       | 7,4%            |                 |
| Total     | Total     | 35        | 25 de septiembre de 2007 | 23 de abril de 2009     | 1 314 000       | 8,4%            |                 |

### Primera temporada
Se estrenó el 25 de septiembre de 2007. Su primera temporada consta de doce capítulos -más otro episodio especial de resumen- emitidos los martes en prime time hasta el 18 de diciembre de 2007. Cosechó una audiencia de 1,6 millones espectadores y 10,3% de cuota, por encima de la media de la cadena.

### Segunda temporada
La segunda temporada se estrenó en abril de 2008. Consta de 13 capítulos, más dos especiales.

### Tercera temporada
La tercera temporada se estrenó el 18 de febrero de 2009. Se emitieron diez capítulos, seguidos por una media de 1.219.000 telespectadores. Con una cuota del 7,4%, inferior a la media de la cadena, la serie no fue renovada para una cuarta temporada y sus últimos capítulos fueron desplazados del prime time al late night.

## Premios
| Año  | Premio | Resultado |
| ---- | --- | --------- |
| 2008 | Camaleón de Oro a la mejor serie en la IX edición del Festival de cine y televisión de Islantilla                                         | Ganador   |
| 2008 | premio Ciudad de Benalmádena a la Mejor Serie de Televisión del Festival Internacional de Cortometrajes y Cine Alternativo de Benalmádena | Ganador   |

## Productos y producciones derivadas

### Banda sonora
Tras el fin de la primera temporada, Cuatro editó un CD con algunas de las canciones que más habían sonado en la serie, entre ellas, la sintonía de cabecera de la primera y segunda temporada, "Young Folks" de Peter Bjorn and John.
| Intérprete                | Canción                      |
| ------------------------- | ---------------------------- |
| Peter, Bjorn & John       | “Young Folks”                |
| Scouting For Girls        | “She’s So Lovely”            |
| The Hoosiers              | “Goodbye Mr. A”              |
| Newton Faulkner           | “Dream Catch Me”             |
| The Sunday Drivers        | “She”                        |
| Deluxe                    | “If Things Were To Go Wrong” |
| Emma Get Wild             | “What Is It I Want?”         |
| The Shakers               | “111”                        |
| Melusa                    | “I Miss That Boy”            |
| The Sunday Drivers        | “Do It”                      |
| Inq                       | “Angst Under The Red Light”  |
| Poet In Process           | “The Other Side”             |
| Jupiter Apple             | “Menina Super Brasil”        |
| Sidecars                  | “El Jugador”                 |
| Sixty-Nine Million Inches | “Summertime”                 |
| Speedmarket Avenue        | “Way Better Now”             |
| aThe School               | “Let It Slip”                |
| The Frank And Walters     | “Fight”                      |
| The Sunday Drivers        | “On my mind”                 |

En la tercera temporada la sintonía de cabecera pasó a ser "I enjoy the forbidden" de Sex Museum.

### DVD
Coincidiendo con el inicio de la segunda temporada, Cuatro y Manga Films editaron un DVD con los 12 capítulos de la primera temporada y varios extras. En junio de 2009 salió a la venta la segunda y un paquete especial con las dos primeras temporadas.

### Wanted II: Cuestión de sexo
El 21 de agosto de 2008, en Bilbao,se estrenó la versión teatral de la serie, titulada Wanted II: Cuestión de sexo y protagonizada por tres actores de la misma: Willy Toledo, Carmen Ruiz y Gorka Otxoa.

### El libro
Coincidiendo con el estreno de la tercera temporada, Cuatro y la editorial Aguilar lanzaron un libro del programa escrito por el escritor Antonio Jiménez Morato en colaboración con los creadores de la serie. En el libro se suceden varios relatos que inciden en la paradojas de las relaciones de pareja narrados por los distintos protagonistas de la serie.

## Emisiones en otros medios

### Móvil
Ha sido emitida por la plataforma Digital+ Móvil junto a otros productos de la cadena. En esta plataforma podía conseguirse los episodios un día después de su estreno en Cuatro.

### Extranjero
Los derechos de emisión de la serie fueron adquiridos por el canal mexicano MVS Comunicaciones, comprando las tres temporadas al completo en el canal 52MX, además de ser emitida en Estados Unidos y diferentes países de Hispanoamérica.
- "Cuestión de sexo", a México
  - La comedia Cuestión de sexo, producida Notro (La familia Mata) y que cuenta con Guillermo Toledo y Pilar Castro en sus principales papeles, ha sido adquirida por el canal mexicano MVS Televisión y diferentes canales de televisión de países de Hispanoamérica.